# Ковас, Гильермо
Гильермо Ковас (исп. Guillermo Covas, 1 февраля 1915 — 30 августа 1995) — аргентинский ботаник, селекционер растений и агроном.

## Биография
Гильермо Ковас родился в городе Ла-Плата 1 февраля 1915 года. 
Он был директором опытной станции Ангильи на протяжении более 20 лет. Вся его жизнь была полна оптимизма, трудолюбия и креативности. Ковас был для агрономии чем-то вроде персонажа эпохи Возрождения. Он занимался ботаникой, селекцией растений, агрономией, охраной почв, улучшением состояния окружающей среды.
Гильермо Ковас умер 30 августа 1995 года. 

## Научная деятельность
Гильермо Ковас специализировался на семенных растениях.